# Sjeverni sotho jezik
Sjeverni sotho jezik (pedi, sepedi, transvaal sotho; ISO 639-3: nso), nigersko-kongoanski jezik iz Južnoafričke Republike kojim govori oko 4 090 000 ljudi, poglavito u Transvaalu i nešto u Bocvani. Pripada centralnoj skupini pravih bantu jezika, i sjevernoj podskupini sotho jezika.
Postoje brojni dijalekti: masemola (masemula, tau), kgaga (kxaxa, khaga), koni (kone), tswene (tsweni), gananwa (xananwa, hananwa), pulana, phalaborwa (phalaburwa, thephalaborwa), khutswe (khutswi, kutswe), lobedu (lubedu, lovedu, khelobedu), tlokwa (tlokoa, tokwa, dogwa), pai, dzwabo (thabine-roka-nareng), kopa i matlala-moletshi. 
Jedan je od 9 službenih jezika u Južnoafričkoj Republici. Uči se u osnovnim i srednjim školama. Pismo: latinica.

## Vanjske poveznice
- Ethnologue (14th)
- Ethnologue (15th)